# Thyra Frank
Thyra Frank Rasmussen (ur. 10 maja 1952 w Skørping) – duńska polityk i pielęgniarka, parlamentarzystka, od 2016 do 2019 minister ds. osób starszych.

## Życiorys
W latach 1969–1972 uczyła się w Aalborg Katedralskole, następnie kształciła się w szkołach pielęgniarskich. Pracowała jako pielęgniarka i opiekunka osób starszych. W latach 1988–2011 była dyrektorem domu opieki dla osób starszych prowadzonym przez organizację OK-Fonden we Frederiksbergu.
Zaangażowała się w działalność polityczną w ramach Sojuszu Liberalnego. W latach 2011–2015 z ramienia tego ugrupowania sprawowała mandat posłanki do Folketingetu. 28 listopada 2016 weszła w skład trzeciego rządu Larsa Løkke Rasmussena jako minister ds. osób starszych. Urząd ten sprawowała do 27 czerwca 2019.
Odznaczona Kawalerią Orderu Danebroga (2008).